# Mironów
Mironów – osada w Polsce położona w województwie zachodniopomorskim, w powiecie pyrzyckim, w gminie Lipiany.
| SIMC    | Nazwa        | Rodzaj     |
| ------- | ------------ | ---------- |
| 0778308 | Świerszczyki | przysiółek |

Osada wchodzi w skład sołectwa Dębiec.
W latach 1975–1998 osada administracyjnie należała do województwa szczecińskiego.